# Руднев, Борис Викторович
Бори́с Ви́кторович Ру́днев (3 августа 1944 года — 15 марта 1994 года) — советский и российский актёр театра и кино.

## Биография
Вырос в семье военных. Отец Виктор Борисович Руднев (1920—1984) после окончания Тульского оружейно-технического училища служил оружейным техником Орловского пехотного училища; там и произошло его знакомство с Пелагеей Ивановной Чижаковой (1919—1994), на которой тот женился в феврале 1941 года.
В 1969 году окончил ВГИК (мастерская Бориса Бибикова и Ольги Пыжовой). С марта 1970 года — актёр киностудии «Мосфильм» и театра-студии киноактёра. В кино играл в основном роли сильных мужественных героев. Среди лучших работ: Яшка Вредный («Первая девушка»), Сергей Чекмарёв («Нам некогда ждать»), Боннер («Единственная дорога»), Гриневич («Долгие вёрсты войны»), Силаев («Выгодный контракт»), Нефёдов («Личные счёты»), комбриг Добрынин («Проект „Альфа“»). Работал на дубляже, озвучивая иностранные и отечественные картины.
В начале 1990-х годов ушёл из театра-студии киноактёра, оставшись без средств к существованию.
Поздним вечером 14 марта 1994 года Борис Руднев возвращался домой, и на него было совершено нападение. Люди, с которыми Руднев проживал, предложили вызвать скорую помощь, но он отказался. На следующий день он скончался. Похоронен на Домодедовском кладбище.

## Творчество

### Фильмография
- 1992 — Хаги-траггер — мафиози
- 1992 — Исполнитель приговора — дезинфектор
- 1990 — Проект «Альфа» — Борис Викторович Добрынин, комбриг
- 1989 — Его батальон — Маркин, лейтенант
- 1989 — Беспредел — эпизод
- 1987 — Сказка о громком барабане — генерал белой армии
- 1986 — Нас водила молодость… — Юрий Петрович Крымов, заместитель начальника контрразведки белых
- 1984 — Берега в тумане… — эпизод
- 1984 — Особое подразделение — старший лейтенант
- 1982 — Молодость, выпуск 4-й (киноальманах)
- 1982 — Личные счёты — Семён Герович Нефёдов, кандидат наук, преподаватель на кафедре АСУ
- 1981 — Крепыш — Базаров
- 1981 — Государственная граница — бандит-садист
- 1980 — Частное лицо — Миша, фотограф-криминалист (нет в титрах)
- 1980 — Петля Ориона — итальянский астронавт
- 1980 — Иначе нельзя — Николай Николаевич Звягин, начальник участка
- 1979 — Циркачонок — Седой, штабс-капитан
- 1979 — Выгодный контракт — Силаев, майор КГБ
- 1978 — Отряд особого назначения — капитан Зубов
- 1978 — Оазис в огне — Ульянцев
- 1978 — Квартет Гварнери — Карпенко, председатель Одесского ГубЧК
- 1977 — Открытая книга — Сергей, тракторист'
- 1977 — Катина служба — Боровиков
- 1976 — Дни хирурга Мишкина — Игорь Илющенко
- 1975 — Первые пассажиры — Виктор
- 1975 — На ясный огонь — помощник начальника станции (нет в титрах)
- 1975 — Когда дрожит земля — верхолаз
- 1975 — Ирония судьбы, или С лёгким паром! — таксист (нет в титрах)
- 1975 — Долгие вёрсты войны — Гриневич, комиссар
- 1975 — Алмазы для Марии — врач
- 1974 — Хождение по мукам — рабочий с листовками
- 1974 — Самый жаркий месяц — рабочий в очереди
- 1974 — Небо со мной — лётчик (нет в титрах)
- 1974 — Зеркало — работник типографии (нет в титрах)
- 1974 — Единственная дорога — Боннер, немецкий офицер-танкист
- 1973 — Чёрный принц — милиционер (нет в титрах)
- 1973 — Хлеб пахнет порохом — Петро
- 1973 — Товарищ генерал — Айдаров, офицер штаба
- 1973 — Сто шагов в облаках — Василий — главная роль
- 1973 — Исполнение желаний — студент
- 1973 — Берега — парень на танцах (нет в титрах)
- 1972 — Горячий снег — разведчик
- 1971 — Нам некогда ждать — Алексей — главная роль
- 1971 — Кочующий фронт — Уланов, красный командир
- 1970 — Корона Российской Империи, или Снова Неуловимые — чекист
- 1970 — В лазоревой степи — конвоир, застреливший Якова
- 1969 — Повесть о чекисте — Сахонин
- 1969 — Обвиняются в убийстве — Костя
- 1968 — Первая девушка — Яшка Верный, дезертир
- 1968 — Иван Макарович — солдат сопровождения санитарного поезда
- 1967 — Четыре страницы одной молодой жизни — Саша Агафонов — главная роль
- 1967 — И никто другой — приятель Юры
- 1966 — Я родом из детства — Толя, слепой лейтенант из Москвы
- 1965 — Дайте жалобную книгу — гитарист молодёжного анасамбля (нет в титрах)

### Дублирование фильмов
- 1984 — Легенда Серебряного озера (СССР) — Ариф
- 1977 — Удар в спину (СССР) — Джаби — роль Расима Балаева
- 1977 — Гариб в стране Джиннов (СССР) — Сахиб — роль Бахтияра Ханызаде
- 1976 — Умей сказать «нет!» (СССР) — Тойчи — роль Овеза Геленова
- 1971 — Брат мой (СССР) — роль З. Мендибаева